# Bulgartabak
Bulgartabak – Holding AD (en bulgare „Булгартабак – Холдинг” АД) est une entreprise d'État de Bulgarie, héritière du monopole d'État sur le tabac à l'époque communiste.
La société a été fondée en 1951, à la suite de la politique de nationalisations menée par le Parti communiste bulgare depuis 1947. Elle a reçu le statut de holding en 1993. En 1995, elle a été placée sur la liste des entreprises privatisables.
Elle est l'un des leaders du marché du tabac en Europe du sud-est et le principal acteur du marché du tabac en Bulgarie. Elle a le statut de société par actions, dont 79,83 % des parts appartiennent au ministère bulgare de l'économie et de l'énergie. Elle est spécialisée dans la gestion et le financement d'entreprises de vente et transformation de tabac ou de traitement de la feuille de tabac, ou encore dans la production, le stockage et l'exportation de cigarettes. Le siège social de l'entreprise est à Sofia. Bulgartabak possède deux usines de traitement du tabac et 14 filiales situées dans les régions productrices de tabac de Bulgarie.

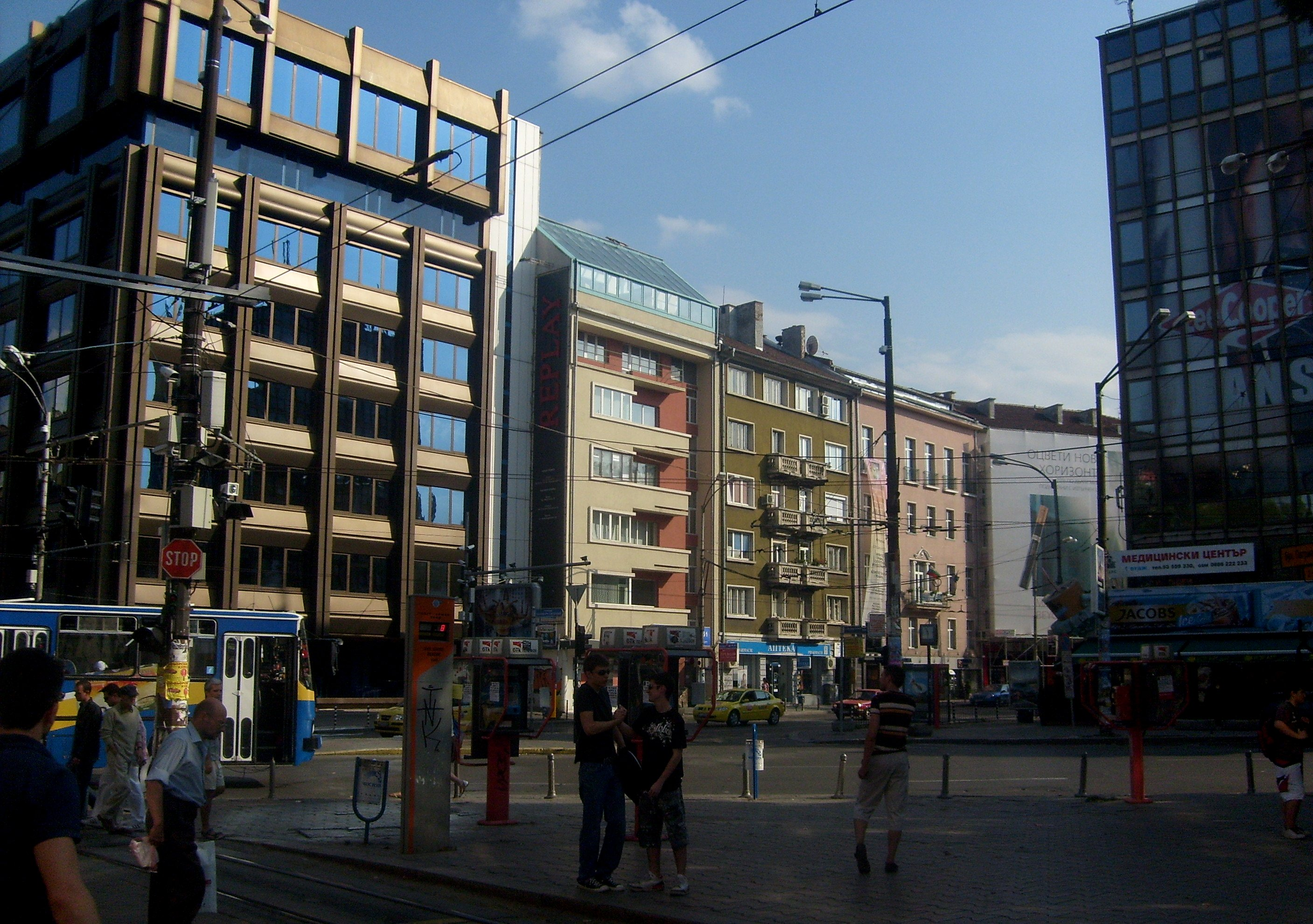
Siège de Bulgartabak, place Patriarh Evtimij à Sofia (bâtiment de gauche)

Les marques les plus connues détenues par Bulgartabak sont : Victory, Prestige, Eva, MM, GD, Global, Femina et Class S. Elles sont vendues sur le marché intérieur bulgare, mais aussi exportées.
La gamme de produits de la holding comprend des tabacs de type Virginia et Burley. Bulgartabak est également un exportateur traditionnel de tabacs orientaux, en particulier de tabacs aromatiques et semi-aromatiques de type Basma et Kabakulak. Ses marchés principaux sont situés en fédération de Russie, Amérique du Nord, Europe ainsi qu'au Moyen-Orient. Les tabacs de Bulgarie sont utilisés pour la production de quelques-unes des plus grandes marques internationales de cigarettes, du type American Blend ou Turkish Blend. En outre, la holding est prestataire de services techniques pour des agriculteurs cultivant le tabac. Elle publie le magazine professionnel Bălgarski tjutjun (« Tabac bulgare »).
En avril 2008, le directeur exécutif de la société, Hristo Lačev, a été suspendu de ses fonctions après que l'autorité de lutte contre la criminalité eut gelé près d'un million de leva de ses avoirs personnels, l'accusant de fraude fiscale et de détournement de fonds. L'intéressé a dénié toute corruption, ce qui a déclenché l'un des plus grands scandales politico-financiers de l'année. Kornelija Ninova et Ivan Bilarev sont devenus en novembre 2008 les nouveaux directeurs exécutifs de la holding, Dočo Karadočev devenant le président du conseil d'administration.

## Projet de privatisation de l'entreprise
La privatisation de Bulgartabak est depuis la fin du communisme en Bulgarie un enjeu politique majeur. Le Mouvement des droits et libertés (DPS), qui représente dans le pays la minorité turque et plus généralement musulmane et participe à tous les gouvernements depuis 2001 avec le portefeuille de l'agriculture, a empêché cette privatisation pourtant demandée par l'Union européenne, et ceci malgré son adhésion proclamée au libéralisme. En effet, la culture du tabac étant en Bulgarie surtout le fait de la minorité musulmane, le DPS craint que sa clientèle électorale ne pâtisse d'une privatisation. Ce ne sont donc que des secteurs limités (quelques usines de transformation) qui ont été privatisées jusqu'à présent.
En 2005, le refus du Mouvement des droits et libertés (DPS), membre de la coalition du Premier ministre Simeon Sakskoburggotski, de privatiser Bulgartabak conduisit à la démission de la ministre de l'industrie et Vice-premier ministre Lidia Šuleva.
En décembre 2008, le gouvernement bulgare a proposé à l'Assemblée nationale d'amender la loi de privatisation de 2003 en excluant la holding de l'annexe 2 de cette loi, qui contient les entreprises commerciales ayant une importance stratégique pour la sécurité nationale. Selon cette loi, pour les entreprises de ce type, l'État doit disposer d'une participation au capital d'au moins 50 %.